# George Alhassan (calciatore 1941)
George Alhassan (9 settembre 1941 – 26 luglio 2013) è stato un calciatore ghanese, di ruolo attaccante.

## Carriera

### Club
Giocò in patria negli Hearts of Oak poi negli Emirati Arabi Uniti ed in seguito in Egitto nel Al-Ahly, qui dovette ritirarsi a causa di infortuni.

### Nazionale
Venne convocato dalla Nazionale olimpica che disputò i Giochi olimpici del 1968 nel corso dei quali giocò una partita.